# 근육층
근육층(筋肉層, muscular layer, muscular coat, muscular fibers, muscularis externa, 라틴어: tunica muscularis) 또는 근층(筋層), 고유근, 고유근층(muscularis propria)은 척추동물 신체의 많은 기관에 존재하는 근육의 한 층으로, 점막밑층과 인접해 있다. 꿈틀운동과 같은 창자의 운동에 관여한다.

## 구조
대부분의 근육층은 두 개의 평활근 층으로 이루어져 있다.
- 안쪽의 돌림근육층(circular muscular layer) 또는 돌림층, 윤주근층(輪走筋層), 윤주층, 환상근층(環狀筋層)
- 바깥쪽의 세로근육층(longitudinal muscular layer) 또는 세로층, 종주근층(縱走筋層), 종주층

그러나 여기에는 몇 가지 예외가 있다.
- 위에서는 근육층이 세 층으로 이루어져 있다. 돌림근육층 안쪽에 빗근육층(oblique muscle layer)이 추가로 존재한다.
- 식도 위쪽에서는 근육층의 일부는 평활근이 아닌 골격근이다.
- 정삭의 수정관에서는 안쪽의 세로근육층, 중간의 돌림근육층, 바깥쪽의 세로근육층으로 총 세 층으로 이루어져 있다.
- 수뇨관에서는 위장관계와 그 양상이 반대인데, 안쪽에 세로근육층이, 바깥쪽에 돌림근육층이 위치한다.

위장관계에서 다음의 두 곳은 근육층의 안쪽 층이 조임근을 형성한다.
- 위의 날문에서 날문조임근을 형성한다.
- 항문관에서 속항문조임근을 형성한다.

큰창자에서 바깥쪽 세로근육층의 섬유는 세 개의 세로 방향 띠로 모이는데, 이 띠들을 잘록창자띠라고 한다.
가장 두꺼운 근육층은 세 층으로 이루어진 위의 근육층이다. 따라서 위에서 가장 강한 꿈틀운동이 일어난다. 소화관에서 가장 얇은 근육층은 곧창자에서 찾을 수 있으며, 꿈틀운동도 가장 약하다.

## 기능
근육층은 소화관의 꿈틀운동과 분절운동을 일으킨다. 근육층신경얼기는 세로근육층과 돌림근육층 사이에 위치하며, 꿈틀운동을 시작하기 위해 근수축을 개시하는 역할을 한다.

## 참고 문헌
이 문서는 현재 퍼블릭 도메인에 속하는 그레이 해부학 제20판(1918) 의 내용을 기초로 작성된 글이 포함되어 있습니다.